# Voyage à Arzroum
Le Voyage à Arzroum, au cours de la campagne de 1829 (en russe : Путешествие в Арзрум, во время похода 1829 года ; en orthographe précédant la réforme de 1917-1918 : Путешествіе въ Арзрумъ, во время похода 1829 года) est un récit rédigé par Alexandre Pouchkine à partir des Notes de voyage qu'il avait prises alors qu'il se rendait en Turquie pour y rejoindre l'armée russe. 

Au début abandonné de la préface, Pouchkine avait écrit : 

« ...En 1829, je me rendis aux eaux dans le Caucase. À une distance aussi courte de Tiflis, j'eus envie d'aller y faire un tour pour voir mon frère et certains de mes amis. Arrivé à Tiflis, je ne trouvai aucun d'entre eux. L'armée était partie en campagne. Le désir d'assister à la guerre et de voir une région peu connue m'incita à demander à Son Excellence Paskiévitch-Erivanski l'autorisation de rejoindre l'armée. C'est ainsi que j'assistai à une brillante campagne, couronnée par la prise d'Arzroum. »

## Éditions
- Voyage à Arzroum, illustrations de l'auteur, trad. Bernard Kreise. Éditions Ombres,   (ISBN 978-284142-184-8), 2009.